# Shōhei Moriyasu
Shōhei Moriyasu (japanisch 森保 翔平 Moriyasu Shōhei; * 17. August 1991 in der Präfektur Hiroshima) ist ein japanischer Fußballspieler.

## Karriere
Moriyasu erlernte das Fußballspielen in der Jugendmannschaft von Sanfrecce Hiroshima und der Universitätsmannschaft der Hōsei-Universität. Seinen ersten Vertrag unterschrieb er 2014 bei Kamatamare Sanuki. Der Verein aus Takamatsu
spielte in der zweithöchsten Liga des Landes, der J2 League. Bis Ende 2015 absolvierte er ein Zweitligaspiel. Im Februar 2016 wechselte er nach Neuseeland. Hier unterschrieb er einen Vertrag bei Onehunga Sports. Im Juli 2018 wechselte er zum ebenfalls in Neuseeland beheimateten Waitakere United. Hier stand er bis Ende 2018 unter Vertrag. Im Januar 2019 unterschrieb er einen Vertrag in Vanuatu, einem souveränen Inselstaat im Südpazifik, beim Malampa Revivors FC. Hier stand er bis Ende 2019 unter Vertrag.